# مارش عروسی (فیلم)
مارشِ عروسی (ایتالیایی: La marcia nuziale) فیلمی در ژانر درام به کارگردانی کارمینه گالونه است که در سال ۱۹۱۵ منتشر شد. از بازیگران آن می‌توان به آملتو نوولی و وندا کاپودالیو اشاره کرد.